# Запорізький склоробний завод
Приватне акціонерне товариство «Запоріжсклофлюс» — підприємство хімічної промисловості, є найбільшим і єдиним виробником силікату натрію (брили) в Україні та одним з найбільших світових виробників зварювальних плавлених флюсів, а також виробником посуду з пресованого безбарвного скла.
Завод розташований у м. Запоріжжя на лівому березі річки Дніпро близько до річкового порту, вантажної залізничної станції і автомагістралі.

## Історія підприємства
Підприємство засноване у 1947 році як Запорізький скляний завод з метою виготовлення віконного скла, необхідного для відбудови у післявоєнний період.
У 1949 році було організовано виробництво силікату натрію, в 1955 році введено в дію цех світлотехнічного скла з випуску розсіювачів для автотракторної промисловості і чашок біологічних Петрі. 
З 1951 року завод приступив до виготовлення зварювальних флюсів загального призначення. У 1990 році освоєно випуск скляного посуду.
З 2007 на підприємстві розпочато роботи з освоєння виробництва синергетичних агломерованих флюсів (зварювальні флюси з підвищеними, порівняно із плавленими аналогами, властивостями).

## Виробництво
Підприємство виробляє плавлені зварювальні флюси, виготовлені методом подвійного рафінування розплаву і використання мінеральних відходів зварювального виробництва. Новий спосіб варіння флюсів дозволив поліпшити зварювально-технологічні властивості, знизити потребу в природній сировині, а також вирішує проблему навколишнього середовища.
На сьогодні завод є одним із найбільших виробників листового та технічного скла. Також виготовляє силікат натрію з силікатним модулем від 1,8 до 3,7, який широко застосовується для виготовлення рідкого скла і зварювальних електродів, та скло рідке натрієве.
Характеристикою хімічного складу рідкого скла є силікатний модуль. Модуль показує відношення оксиду кремнію, що міститься в рідкому склі, до оксиду натрію і характеризує вихід кремнезему в розчин. Підприємство виробляє рідке натрієве скло з силікатним модулем в межах від 1,5 — 3,6 при щільності розчинів від 1,30 до 1,50 кг/дм3.
Скло рідке отримують автоклавним розчиненням безводного скловидного лужного силікату — силікат-брили.
Станом на вересень 2023 року виробництво виробів зі скла призупинено.